# Линц
Линц (нем. и бав. Linz, чеш. и словен. Linec) — город в Австрии, административный центр федеральной земли Верхняя Австрия и округа Линц-Ланд. Третий по численности населения город в Австрии. Крупный промышленный, транспортный, культурный и образовательный центр.
Площадь города составляет 95,99 км², население — 206 537 человек (1 января 2021), плотность населения — 2152 чел./км²

## Физико-географическая характеристика

### Географическое положение
Город расположен на северо-западе страны, на обоих берегах Дуная, на запад от столицы страны Вены на высоте 266 метров над уровнем моря.

### Климат
Климат умеренно континентальный, переходный к континентальному. Зима мягкая, с частыми снегопадами, самый холодный зимний месяц: январь, температура понижается до −14 °C. Лето тёплое и солнечное, самые жаркие месяцы: июль и август, температура около +20 °C. Среднегодовое количество осадков варьируется от 600 мм до 2000 мм в год.

## История

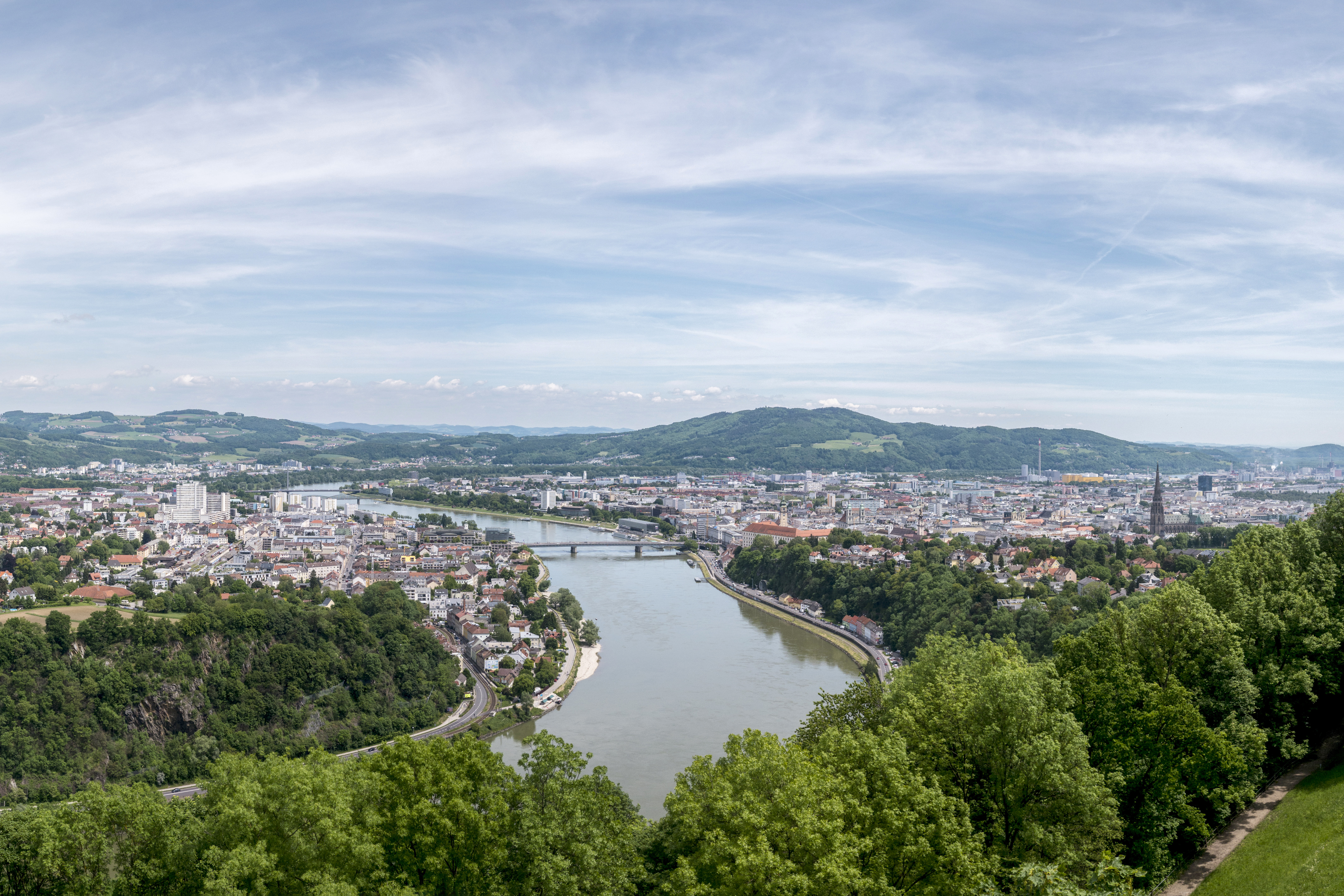
Центральная часть города

Город был основан римлянами на месте древнего кельтского поселения Лентос в качестве оборонительного пункта на северной границе империи в 15 г. до н. э. Переиначенное римлянами название крепости звучало как Ленция. Под именем Линц город впервые упомянут в 799 году в связи со строительством церкви Святого Мартина (нем.), старейшей из сохранившихся церквей Австрии.
В Средние века входил в состав Священной Римской империи. Имел важнейшее торговое значение на перекрёстке водного пути по Дунаю и сухопутных торговых путей, соединявших Польшу и Чехию с Южной Европой.

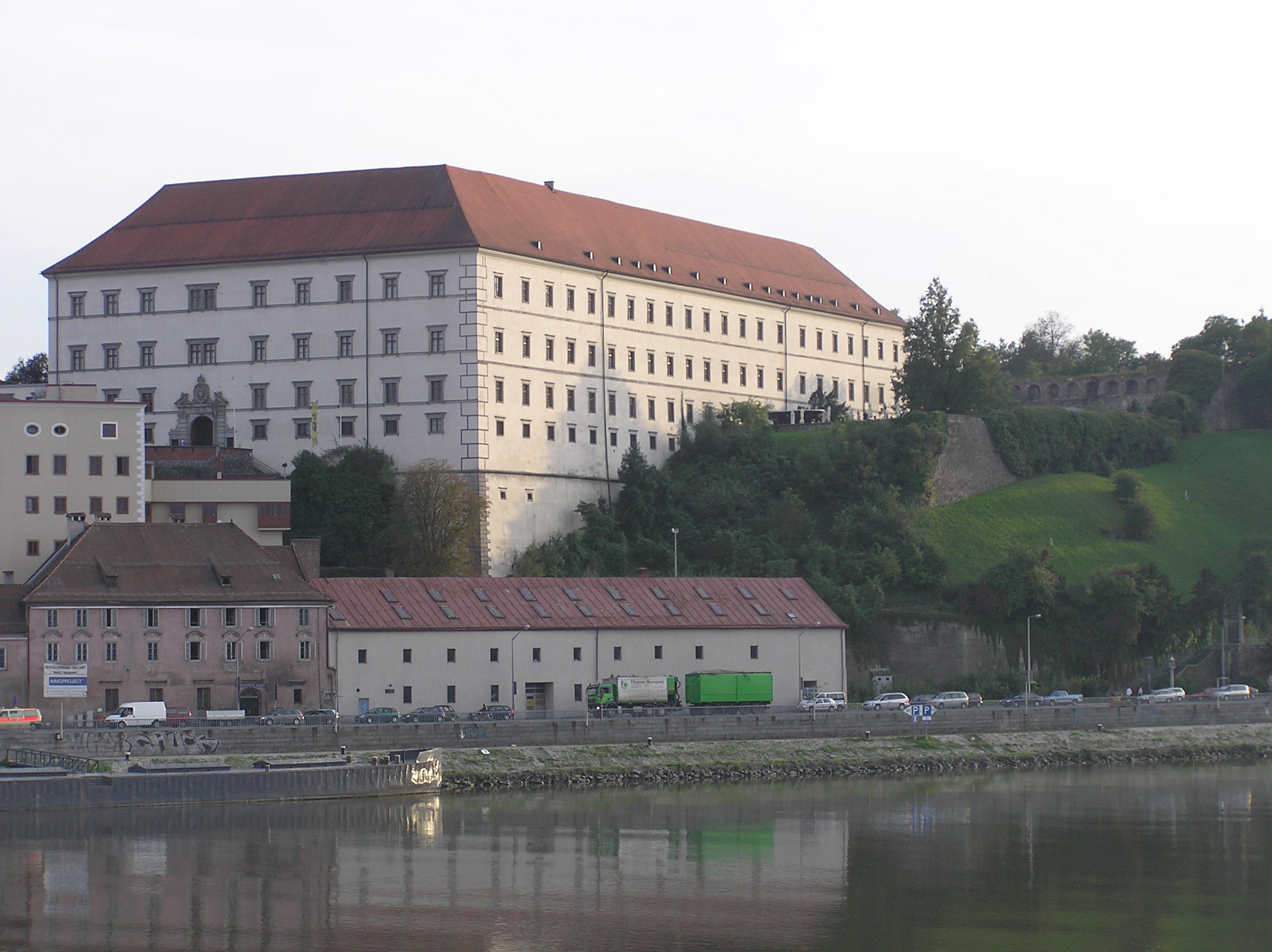
Вид на замок с моста Нибелунгенбрюкке

В XV веке город переживал бурное развитие. Император Фридрих III после неудачных войн с королём Венгрии Матьяшем Корвином, перенёс свою резиденцию в Линц в 1485 году, а в 1490-м даже провозгласил город столицей империи, правда, столичный статус Линц потерял уже через три года, сразу после смерти императора.
В 1497 году в городе построен мост через Дунай. В XVI—XVII веках развитие города затормозилось в связи с эпидемиями чумы и войнами. С 1785 года Линц стал центром епископства.
В городе в разные эпохи жило много знаменитых людей. В 1612—1626 годах здесь жил и работал великий математик и астроном Иоганн Кеплер, в 1855—1868 годах в Линце жил знаменитый композитор Антон Брукнер. Последние 20 лет жизни провёл в городе писатель и художник Адальберт Штифтер.
В конце XIX — начале XX века город превратился в крупный промышленный центр, особенно развито было производство стали и химическая промышленность.

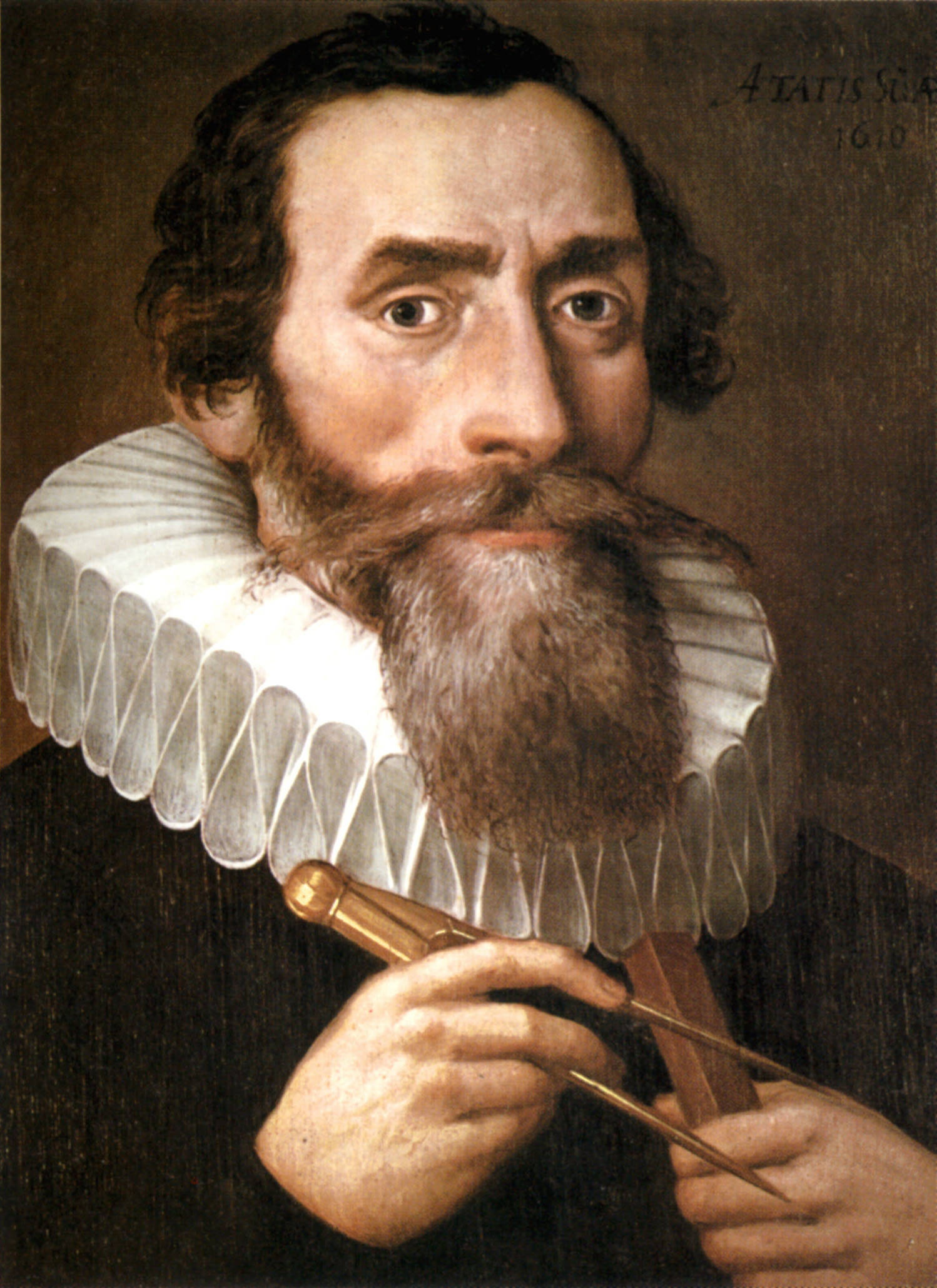
Иоганн Кеплер

Родившийся в городе Браунау-на-Инне Адольф Гитлер провёл в Линце детство и юность и считал его родным городом. Диктатор мечтал перестроить Линц, превратив его в образцовый город Третьего рейха. В городе Леондинге, входящем в округ Линц, находится могила родителей А. Гитлера и дом семьи Гитлер. В годы Второй мировой войны в 25 километрах от Линца нацистами был создан концентрационный лагерь Маутхаузен. В 1945 году город был занят войсками СССР и США. В послевоенное время город был поделён по Дунаю на советский и американский оккупационный секторы.
С 1945 по 1950 годы окрестности Линца были одним из крупнейших центров сбора беженцев и перемещённых лиц. Как минимум 150 000 перемещённых лиц еврейской национальности прошло через этот район. Организованный в июне 1946 года лагерь Вегшайд (англ. Wegscheid) был самым большим транзитным лагерем в Австрии; в нём находилось одновременно от 3 до 4 тысяч человек.

## Население
По состоянию на 2024 год, в городе проживает около 193 814 человек. До середины XX века было замечено значительное увеличение количества жителей Линца, однако за последние 20 лет отмечен отрицательный прирост.
| Год  | Численность |
| ---- | ----------- |
| 1869 | 49635       |
| 1889 | 56569       |
| 1890 | 65090       |
| 1900 | 83356       |
| 1910 | 97852       |
| 1923 | 107463      |
| 1934 | 115338      |
| 1939 | 128177      |
| 1951 | 184685      |
| 1961 | 195978      |
| 1971 | 204889      |
| 1981 | 199910      |
| 1991 | 203044      |
| 2001 | 183504      |
| 2011 | 189889      |
| 2021 | 206537      |

## Экономика

### Промышленность
Линц — крупный промышленный центр. В городе широко развиты металлургическая, химическая, нефтехимическая, текстильная, электротехническая и пищевая промышленности. Основные индустриальные предприятия:
- Металлургический концерн VoestAlpine;
- Химический концерн «ХемиЛинц».

### Транспорт
Через город проходит железнодорожная магистраль и автомагистраль Вена — Зальцбург. Кроме того, дороги ведут на юг страны и на север, в сторону границы с Чехией. Время пути до Вены на поезде полтора часа. Аэропорт Линца «Голубой Дунай» находится в 10 километрах на юго-запад от города. Из него выполняются прямые регулярные рейсы в Вену, Франкфурт, Лондон и Цюрих; а также сезонные рейсы в другие города Европы. В черте города расположен пассажирский речной порт. Совершаются рейсы по Дунаю в Маутхаузен, Вену и Пассау.
Городской транспорт представлен автобусами, троллейбусами и трамваями. Первая трамвайная линия, Пёстлингербан, ведущая на гору Пёстлингберг, была открыта в 1898 году.

## Наука и образование
- Университет имени Иоганна Кеплера — крупный университет, в котором обучаются 19 170 студентов (2017). Три факультета: права; бизнеса, общественных наук и экономики; естественных и инженерных наук.
- Университет искусств и промышленного дизайна
- Музыкальный университет имени А. Брукнера[англ.]
- Католический теологический университет[англ.]

### События
- Международная ассоциация исследований в экономической психологии проводила в Линце свои летние школы в 1990 и 1993 годах.

## Культура

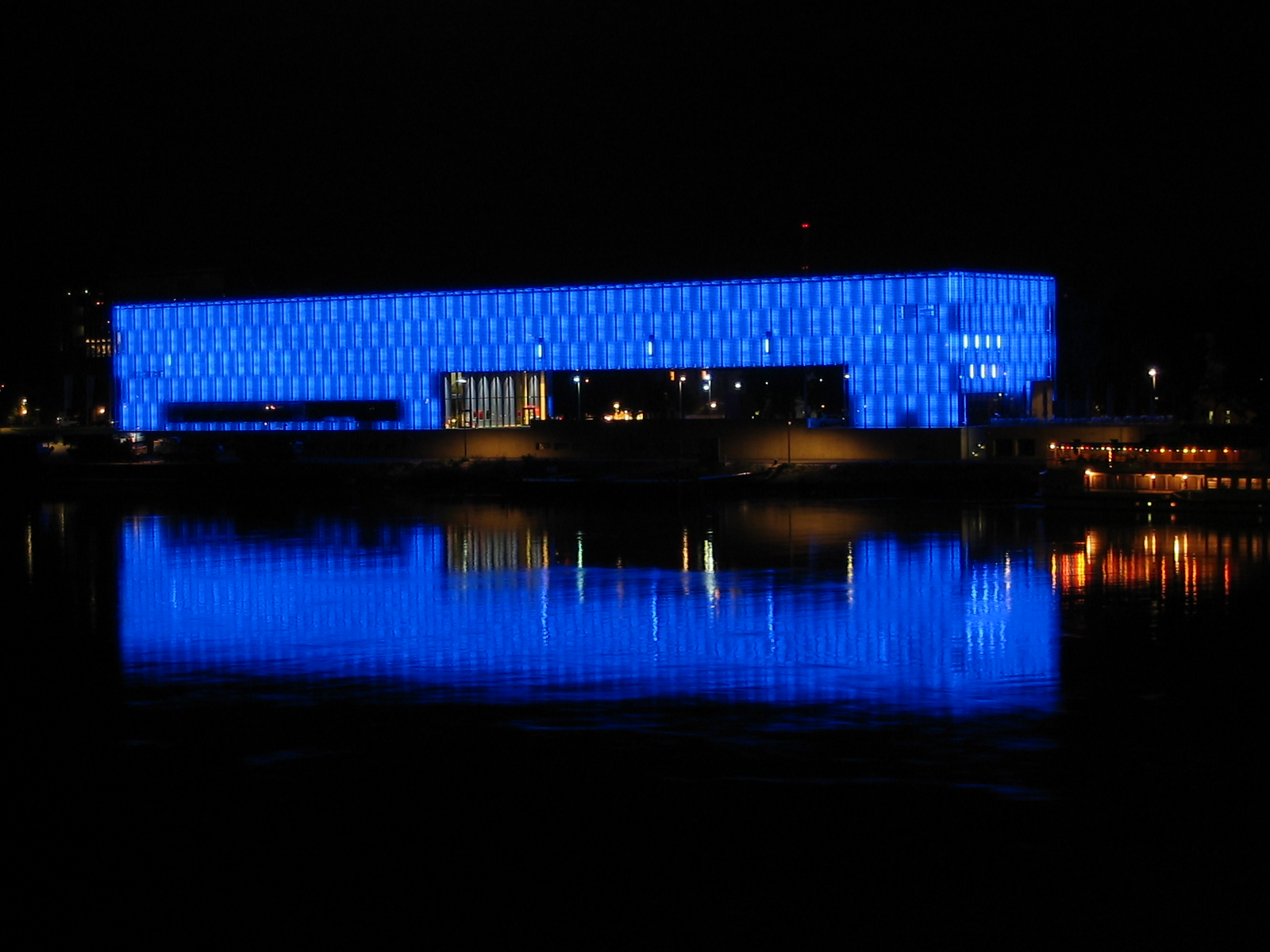
Музей «Лентос»

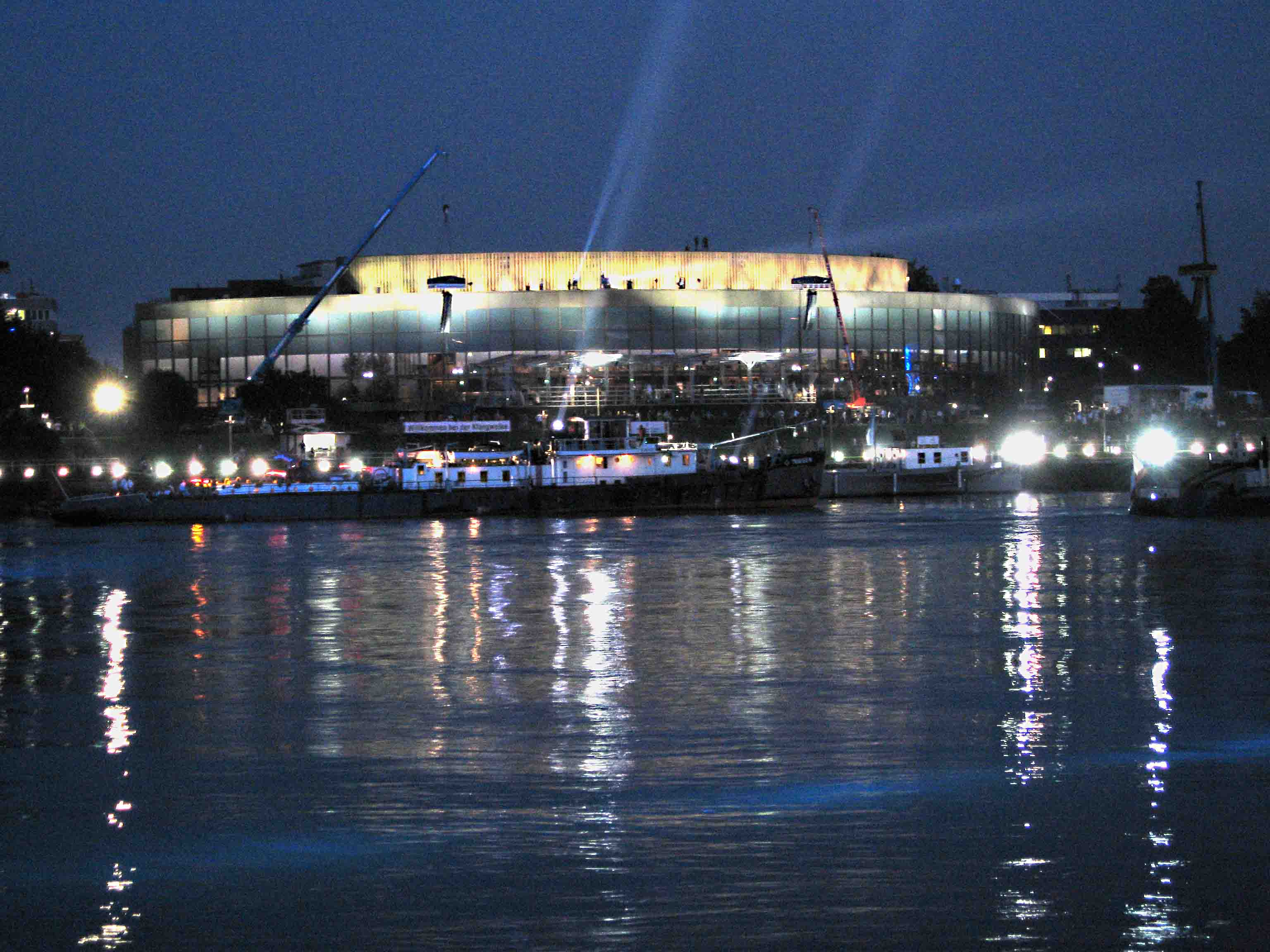
Центр им. Брукнера

### Музеи
- Художественный музей «Лентос», один из самых больших австрийских музеев современного искусства.
- Музей Вольфганга Гурлитта.
- Музей Штифтерта.
- Музей «Происхождение Линца».
- Земельный музей Верхней Австрии.

### Театры
- Земельный театр (Landestheater), самый большой театр Линца.
- Театр «Феникс».
- Театр-варьете «Хамелеон».
- Келлер-театр (Театр в подвале).
- Музыкальный театр.

### Культурные центры
- Концертный центр Брукнера (Brucknerhaus), самый большой концертный зал города. Ежегодно, в сентябре здесь проводится Брукнеровский фестиваль.
- Центр электронного искусства, посвящённый достижениям в области 3D-моделирования и виртуальной реальности. Проводится ежегодный фестиваль Ars Electronica.

Линц был культурной столицей Европы 2009 года.

## Архитектура и достопримечательности

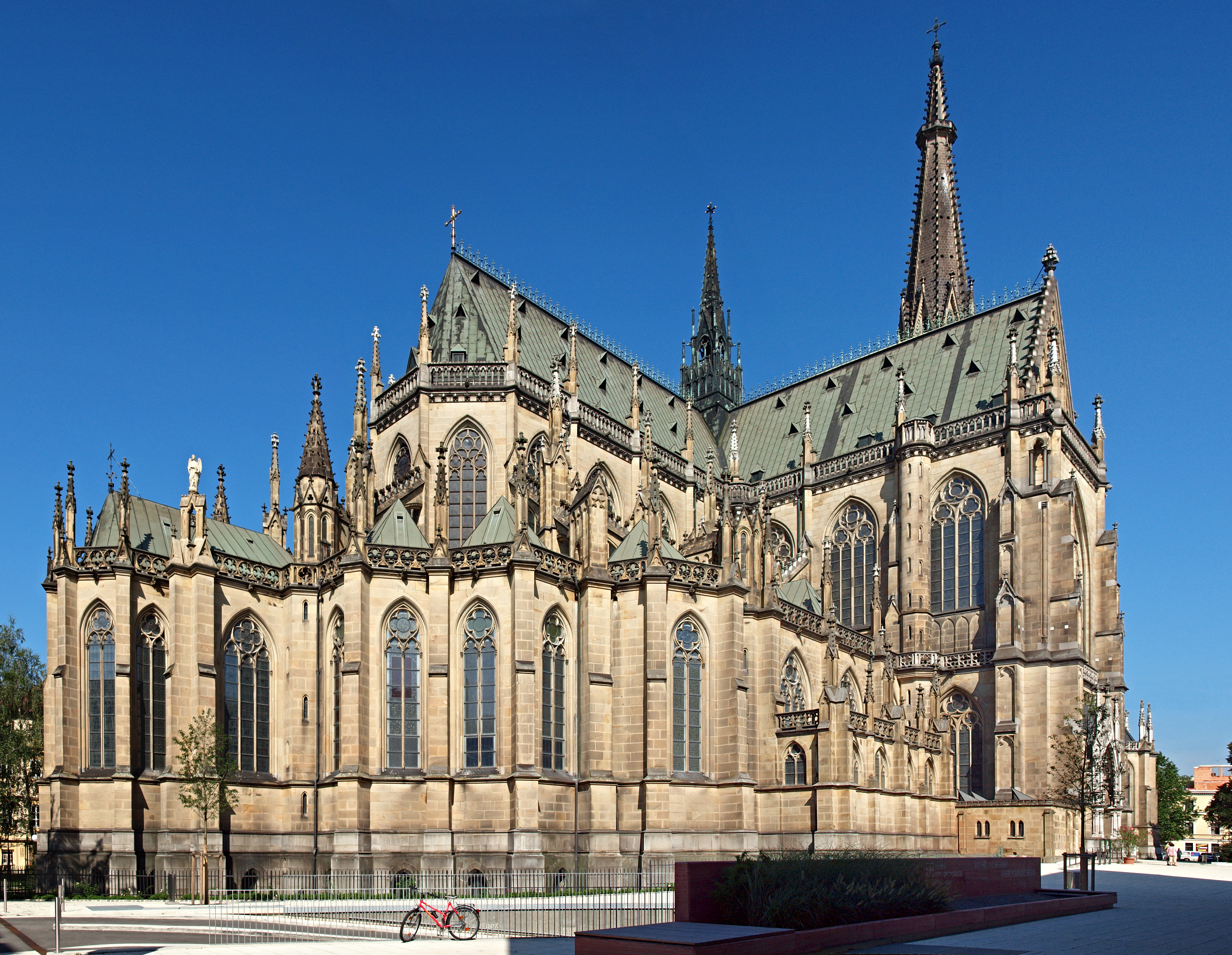
Новый собор

- Главная площадь (Hauptplatz). Центр Старого города, находящегося на южном берегу Дуная. Существует с 1260 года и считается самой большой средневековой площадью страны. Посреди площади расположена колонна Святой Троицы (1723), называемая также чумной колонной, так как поставлена в знак благодарности Богу за избавление от эпидемии чумы.
- Старая ратуша находится на Главной площади. Построена в 1513 году в готическом стиле, главный фасад перестроен в 1658 году в стиле барокко. В настоящее время в здании располагается музей «Происхождение Линца».
- Старый собор. Находится к югу от Главной площади, построен в 1678 году иезуитами в стиле барокко.
- Новый собор. Построен в неоготическом стиле. Строился на протяжении 62 лет и закончен в 1924 году. Высота башен собора 135 метров, что связано с существовавшим тогда запретом на строительство в Австрии зданий выше венского собора Св. Стефана (137 метров).
- Церковь святого Мартина. Старейшая (799 г.) из действующих церквей Австрии, в ходе истории несколько раз реконструировалась, в последний раз в XX веке с целью максимально вернуть церкви первоначальный облик.
- Замок Линца (нем. Schloss). Находится на западной оконечности Старого города, на высокой скале над Дунаем. Построен в 1286 году, при строительстве использовались остатки древнеримской крепости Ленции. В течение восьми лет был резиденцией императора Фридриха III. Замок многократно перестраивался, ныне в нём расположен Музей земли Верхняя Австрия.

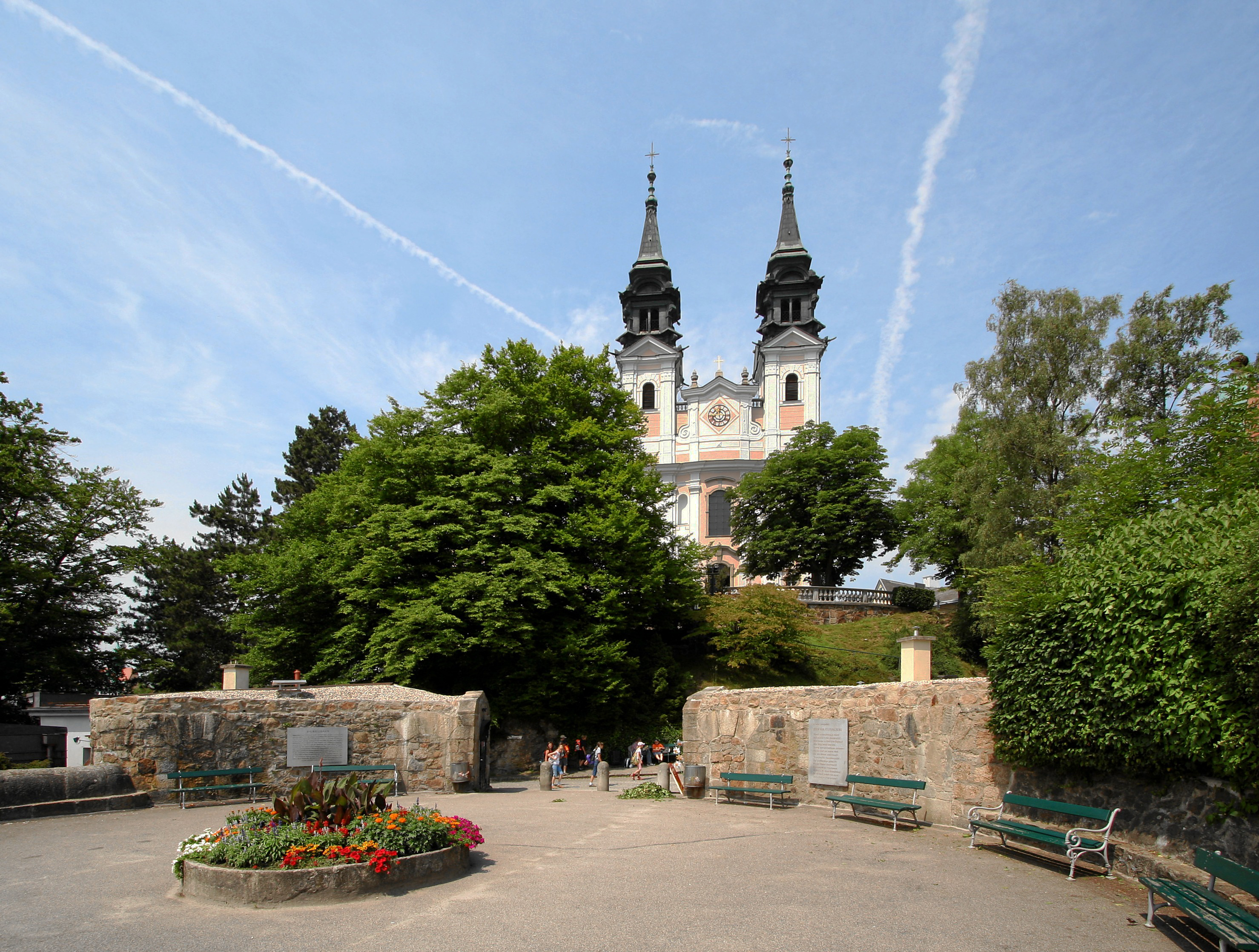
Паломническая церковь

- Приходская церковь святой Марии. Построена в романском стиле, перестроена в барочную церковь в 1648 году.
- Замок Ландхаус. Построен в 1571 году, архитектурный памятник раннего возрождения.
- Концертный зал имени Брукнера. Здание в стиле модерн со 130-метровым стеклянным фасадом.
- Паломническая церковь на вершине горы Пёстлингберг на северном берегу Дуная. На гору ведёт трамвайная линия Pöstlingbergbahn (открыта в 1898 году) с уклоном 10,6°[источник не указан 4261 день].

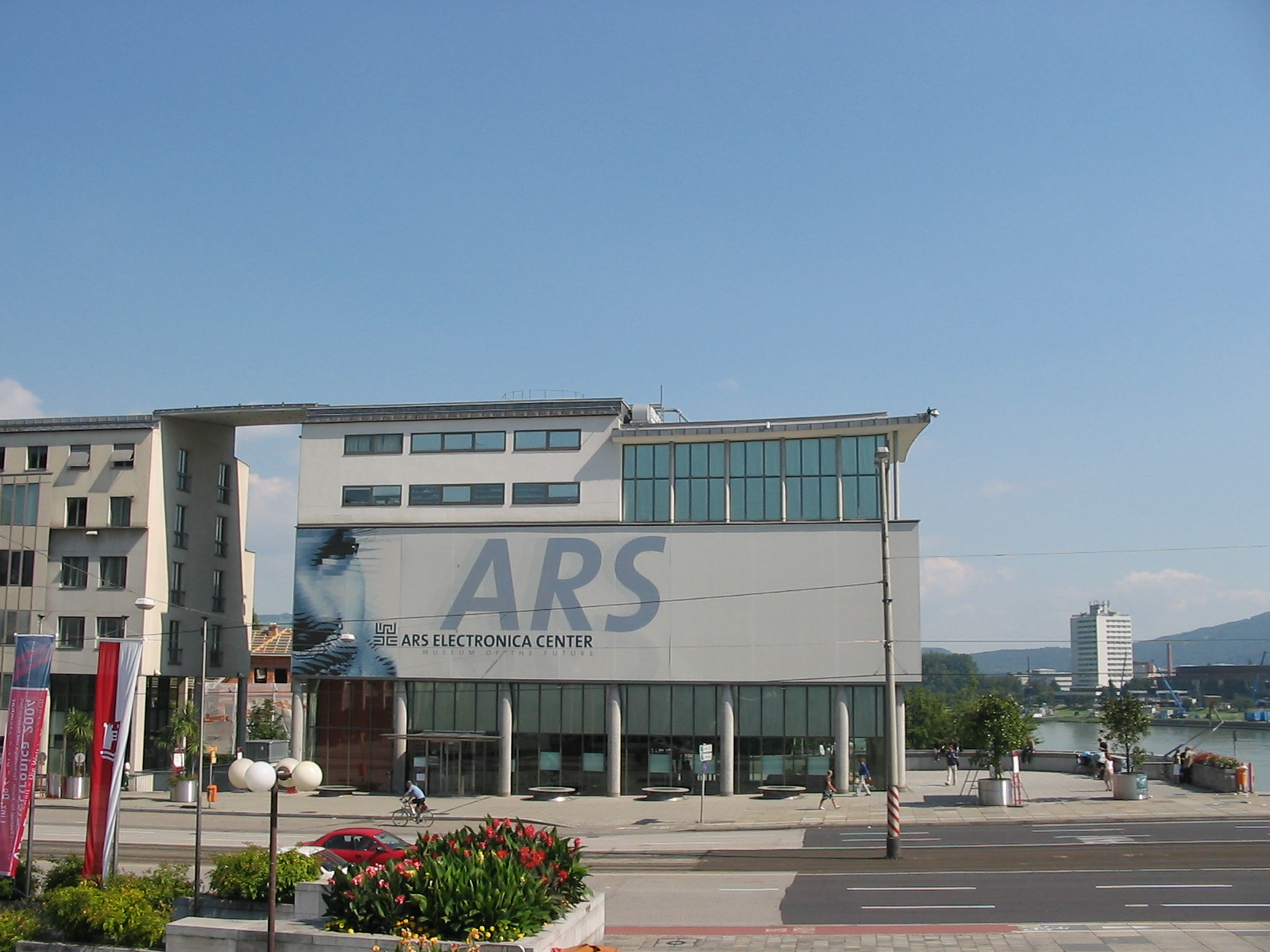
Центр электронного искусства

- Мост Нибелунгенбрюкке расположен в самом центре города. С него открываются красивые виды на оба берега.

## Спорт
В Линце имеются ледовая арена, спортивные комплексы, стадион «Линцер», спортзалы, плавательные бассейны, лыжные базы, тиры.
Здесь базируются футбольный клуб ЛАСК (чемпион и обладатель кубка страны 1965 года, выступает в австрийской бундеслиге) и хоккейный клуб «Линц».

## Города-побратимы
- Албуфейра, Португалия
- Берлин, (Шарлоттенбург-Вильмерсдорф), Германия
- Брашов, Румыния
- Габес, Тунис
- Додома, Танзания
- Дунауйварош, Венгрия
- Запорожье, Украина
- Канзас-Сити, США
- Минск, (Октябрьский район), Беларусь
- Кванъян, Южная Корея
- Линц-ам-Райн, Германия
- Линчёпинг, Швеция
- Лом, Болгария
- Модена, Италия
- Насусиобара, Япония
- Нижний Новгород, Россия
- Норрчёпинг, Швеция
- Пассау, Германия
- Сан-Карлос, Никарагуа
- Тампере, Финляндия
- Тузла, Босния и Герцеговина
- Ульм, Германия
- Халле, Германия
- Ческе-Будеёвице, Чехия
- Чэнду, Китай
- Эскишехир, Турция

## Известные люди, связанные с Линцем
- Иоганн Кеплер — математик, астроном, механик
- Антон Брукнер
- Карл Визер — почётный гражданин Линца
- Адальберт Штифтер
- Адольф Гитлер
- Людвиг Витгенштейн — философ, логик
- Шломо Занд — профессор общей истории Тель-Авивского университета
- дум-метал группа «Estatic Fear»
- Parov Stelar — проект Маркуса Фюредера
- Алоиз Ригль — австрийский искусствовед
- Адам Франц цу Шварценберг
- Романус Вайхляйн
- Гизела Вухингер (сценический псевдонимы Gilla)
- Сезар Сэмпсон - австрийский певец, представитель Австрии на Евровидении-2018.